# Метод Бенталла
Операция Бенталла — кардиохирургическая операция с участием композитного трансплантата по замене аортального клапана, корня аорты и восходящей аорты с реимплантацией коронарных артерий в трансплантат. Эта операция используется для лечения комбинированного порока аортального клапана и восходящей аорты, заболеваний, связанных с синдромом Марфана. Операция Бенталла впервые описана в 1968 году Хью Бенталлом и Энтони де Боно.

## Варианты
Операция Бенталла влечёт за собой замену аортального клапана, корня аорты и восходящей аорты, но и другие операции могут быть использованы, когда все три компоненты не участвуют.
- Нормальный корень аорты: реимплантация коронарных артерий приведёт к осложнениям, и следует избегать замены корня аорты, когда это возможно. Аортальный клапан и восходящая аорта могут быть заменены в отдельных этапах без замены корня аорты.
- Нормальный аортальный клапан с кольцевым расширением и восходящей аневризмой (часто встречаются в синдроме Марфана): искусственные клапаны сердца могут изнашиваться или требуют антикоагулянтов, и «щадящая» замена корня аорты заменяет корень аорты и восходящую аорту, позволяя человеку сохранить свой аортальный клапан и избежать проблем замены аортального клапана.

## Признаки
- Аневризма аорты
- Недостаточность аортального клапана
- Расслоение аорты